# 상하이 (2010년 영화)
《상하이》(영어: Shanghai)는 2010년에 개봉한 미국, 중국의 영화이다.

## 줄거리
1941년 12월, 제2차 세계 대전에 미국이 참전하기 직전, 해군정보국 소속의 미국 요원이 친구 코너가 최근 살해당한 것을 알기 위해 상하이시에 도착한다. 코너를 누가, 왜 죽였는지 알아내기로 결심한 그는 베를린에 주둔했을 때 사용했던 나치 동조자라는 가명을 사용하여 헤럴드 신문사에서 일하기 시작한다. 그는 상하이 주재 독일 대사관에서 초청 전용 행사 중에 영향력 있는 범죄 조직의 보스 앤서니 란-팅과 다나카 대위(와타나베 켄)를 만난다. 그는 나중에 나이트클럽에서 중국 저항군이 일본 장교들을 공격하는 동안 앤서니를 구하면서 그와 친구가 된다.
폴은 앤서니의 아내 애나가 그 공격을 조직했고 저항군의 지도자라는 것을 알게 된다. 그리고 그는 그녀가 메시지를 전달하는 것을 돕기로 결정한다. 일본 영사관에 있는 코너의 연락책을 드디어 만난 후, 폴은 코너가 스미코라는 일본인 여자와 바람을 피웠으며 그녀의 집을 수색한 후 근처 암실에서 코너가 찍은 수많은 사진들을 발견한다. 사진 중 일부에는 다나카 대위, 다른 일본 장교들, 그리고 항공모함 가가가 포함되어 있다.
스미코가 코너를 배신했다는 것을 믿지 않는 그는 그녀를 찾아 답을 얻기로 결심한다. 애나, 앤서니, 다나카 대위와의 몇 번의 만남과 아편굴 조사를 거쳐, 폴은 스미코가 다나카 대위의 애인이었고 그를 위해 스파이 활동을 하도록 코너에게 유혹당했다는 것을 깨닫는다. 코너의 연락책이 체포되면서 폴의 정체가 탄로 나고, 폴은 다나카 대위에게 자신이 모르는 스미코의 행방에 대해 심문을 받는다. 풀려난 후, 애나는 폴을 은신처로 데려가는데, 그곳에는 아편 금단증상과 다른 질병으로 죽음의 문턱에 있는 스미코가 숨어 있다.
앤서니는 애나를 체포로부터 구하기 위해 다나카 대위에게 은신처의 위치를 알려준다. 은신처 안에서 다나카는 폴에게 일본 함대가 한 시간 전에 진주만 공격을 시작했고 상하이 침공도 진행 중이라고 알린다. 다나카는 코너를 죽인 것을 인정하지만, 스미코와의 불륜을 알게 되어 질투심 때문에 그랬을 뿐이라고 말한다. 망연자실한 다나카는 스미코의 죽음을 편안하게 해 줄 약물을 투여하는 데 폴의 도움을 요청한다. 스미코가 죽은 후 모두가 떠날 준비를 하지만, 다나카는 애나를 심문하려 하고, 이는 앤서니를 격분시켜 다나카의 경호원들을 총으로 쏴 죽이고 다나카 자신에게 심한 부상을 입힌다. 앤서니가 다나카를 죽이려 하기 전에, 그는 죽어가는 경호원에 의해 치명상을 입는다.
부상당한 다나카를 뒤로하고 폴은 불타는 상하이 거리를 통해 란-팅 부부를 태우고 달아난다. 앤서니는 마지막 말로 폴에게 애나를 상하이에서 데리고 나가달라고 부탁하고, 폴은 동의한다. 도시를 떠나기 위해 배에 타기 전, 폴과 애나는 다나카를 다시 마주치지만, 다나카는 그들을 알아보지 못한다. 나중에 폴과 애나 모두 어느 시점에 상하이로 돌아왔다는 것이 밝혀진다.

## 캐스팅
주연
- 존 쿠삭 : 미 정부 요원, 폴 솜즈 역
- 공리 : 애나 역
- 주윤발 : 마피아 보스, 앤서니 역
- 와타나베 켄 : 일본 정보부 수장, 다나카 대좌 역

조연
- 프란카 포텐테 : 레니 역
- 데이빗 모스 : 리차드 에스트로 역
- 제프리 딘 모건 : 커너 역
- 키쿠치 린코 : 스미코 역
- 젬마 찬 : 신 신 역
- 휴 보네빌 : 벤 역
- 볼프 칼러 : 게르만 콘설 역
- 니콜라스 로우 : 랄프 역
- 로난 비버트 : 마이키 역
- 다니엘 라팡 : 테드 역
- 마이클 컬킨 : 빌리 역
- 돈 태
- 토호루 마사무네 : 라디오 아나운서 역 (목소리)
- 딘 알렉산드로
- 크리스토퍼 부츠홀즈 : 칼 역
- 캐서린 밸러베이지 : 비서 역
- 혼 핑 탱 : 첸 역
- 데이빗 파이어스타 : 독일 스파이 역
- 캐머런 피어슨 : 회사원 역
- 알렉스 리앙
- 크레이튼 마크 존슨
- 안톤 칼리칫넨코
- 러셀 제프리 뱅스
- 크리스 보우 : G.I 군인 역
- 시몬 존 윌슨 : 세일러 역
- 베네딕 웡 : 주소 키타 역

## 후보
- 2010년 제21회 스톡홀름 영화제 오픈 존 후보